# 王濟 (弘治壬子舉人)
王濟（15世紀—16世紀），字汝楫，南直隸鎮江府丹徒縣人，明朝政治人物。

## 生平
弘治五年（1492年）壬子科應天鄉試舉人，授江西餘干縣訓導，有明鑑知人之名。入國子監為學錄、助教，十八年（1505年）陞雲南道監察御史，上疏請求免除南直隸馬價以便民。正德四年（1509年）因才力不及降東平州判官，六年（1511年）改任開州知州，轉武定州知州，擒拿大盜馬彪等人，十一年（1516年）再陞為湖廣按察司分巡郴桂道僉事，遇上苗族人龔福全作亂，就設計擒殺千人，朝廷論功行賞，他卻請求退休，因此獲陞湖廣參議致仕。他侃侃有氣節，遇事敢言，在家鄉如在官位，厚待宗族，置義產以贍養族人。

## 引用
1. 1 2  光緒《丹徒縣志·卷二十六·人物三》：王濟，字汝楫，宏治壬子舉人，任餘干訓導，入為國子助教，擢監察御史，疏陳馬政利弊甚悉，先是江南歲以養馬解駒為累，至有傾家鬻子者，濟請議和馬價，民免賠償，而馬賴實用，至今便之；出判東平，厯知開州、武定擒巨盜，陞湖廣僉事分巡郴桂，會苗亂擒斬千計，將論功濟早乞休，詔即其家陞湖廣參議，濟侃侃有氣節，遇事敢言，居鄉如在位時，處親族極厚，嘗置義產以贍宗人。 康熙志
2. ↑  《明孝宗敬皇帝實錄·卷二百二十四》：（弘治十八年五月）實授試監察御史趙秉倫、王濟、王潤、甯杲、陳文試、沙鵬、高良弼、許讚、郭東山、林奇、韓廉、張彧、潘鏜、熊卓、周倫、李廷光、姜佐、馬昊、吳漳、李璞、邵清為監察御史，秉倫、濟、潤雲南道，杲、文試浙江道，鵬、良弼湖廣道，讚、東山陜西道，奇廉、彧廣東道，鏜、卓四川道，倫、廷光山東道，佐、昊廣西道，漳、璞江西道，清山西道。
3. ↑  《明武宗毅皇帝實錄·卷四十九》：（正德四年四月）癸亥降調監察御史王濟為州判官……俱以考察才力不及也。
4. ↑  嘉靖《開州志·卷五·官師志》：王濟，丹徒人，舉人，授國子學錄，擢御史，以事補外，正德六年任知州，然每以御史自多矜傲之色，猶形於作郡時。
5. ↑  《明武宗毅皇帝實錄·卷一百四十》：（正德十一年八月己未）陞武定州知州王濟為湖廣按察司僉事。
6. ↑  乾隆《鎮江府志·卷三十六·名臣下》：王濟，字汝楫，丹徒人，宏治壬子舉於鄉，初任餘干訓導有藻鑑名，入為國子助教，擢監察御史，疏陳馬政利弊甚悉，先是江南歲以養馬解駒為累，倒死賠償至有傾家鬻子者，濟請議和馬價、民免賠償，而馬賴實用，至今便之。以忌者出判東平，厯知開州、武定，擒巨盜馬彪等，陞湖廣僉事分巡郴桂，會苗蠻龔福全作亂，設計擒斬千計，論討賊功方大用，而濟艱疏乞休，詔即其家陞湖廣參議，濟侃侃有氣節，遇事敢言，居鄉如在位時，處親族甚有惠愛，嘗置義產以贍宗人，雖囊橐蕭然，無憾也。